# Destruction Derby
Destruction Derby è un videogioco del 1995 sviluppato dalla Reflections e pubblicato dalla Psygnosis. Il titolo è stato distribuito per PlayStation, Sega Saturn ed MS-DOS. Basato sul vero sport chiamato demolition derby, il gioco ruota intorno ad una sfida fra diverse autovetture che devono distruggersi fra loro per ottenere quanti più punti possibili. Benché basato su un concetto piuttosto semplice, il videogioco ottenne una grossa popolarità e furono vendute numerose copie della versione per PlayStation. Il titolo del videogioco fu scelto appena due mesi prima della sua uscita nei negozi in ottobre 1995, dato che fino a quel momento si sarebbe dovuto chiamare Demolish 'em Derby.
Il videogioco ebbe un sequel nel 1996 intitolato Destruction Derby 2, pubblicato per PlayStation e MS-DOS, una conversione nel 1999 intitolata Destruction Derby 64 e pubblicata per Nintendo 64; un altro seguito nel 2000 intitolato Destruction Derby Raw per PlayStation ed uno nel 2004 intitolato Destruction Derby Arenas pubblicato per PlayStation 2. I titoli della serie Destruction Derby ebbero numerosi tentativi di imitazione, come Demolition Racer della Pitbull Syndicate (in seguito Midway Studios Newcastle), Nel 2007 Destruction Derby è stato reso disponibile su PlayStation Network per PlayStation Portable e PlayStation 3.